# Flintbäcken
Flintbäcken är ett naturreservat i Norsjö kommun i Västerbottens län.
Området är naturskyddat sedan 2004 och är 54 hektar stort. Reservatet ligger i en östsluttning mot Bjurselet med bäcken mitt i reservatet. Skogen består främst av gran med sumpskog närmast bäcken.